# 郡县制
郡縣制是古代中国在中央集权的政治体制下采用郡、縣二級地方政府（類似於現在的地级和县级行政区）的行政制度。郡县制起源于周朝，起初是封建制的补充，后经过大一统的秦朝、汉朝改进发展，取代封建制成为中国历史上的主要政治体制。秦汉之后的许多朝代虽然采用州、府、道、省等其它行政区划，但因其中央“由上至下”集权管理地方的阶层结构均与郡县制一脉相承，所以都可以看作是其变种。汉字文化圈的其他亚洲国家（如日本、朝鲜、越南）也从中国学习了该体制。

## 中国的郡县制

### 起源

#### 县
周武王分封诸侯之时，由于不愿意给诸侯过大的封地，又不愿分封太多的异姓诸侯，导致“有许多地方既非王畿又无适当的人可封”，这些土地“悬而未决”，只能暂时派人管理，等待有合适的人来封，称为“悬之”，后来就演化成了“县”。
春秋时期诸侯兼并，大国灭掉小国之后如不愿将该地分封给贵族，也会设置为县。如楚国就先后将权国、陈国、蔡国灭掉立县。晋国也曾将大夫的封地划分出一块设置为县以加强中央集权。设县主要原因是国君想扩大自己的权力，而不愿意将土地分封给其他贵族，所以设置县，交给受国君任命的县尹、县令、县公、县大夫管辖，“使其成为独立的地方政治单位而直属于中央”。所以春秋时期的县只有“晋、楚、秦、齐、吴等大国”有，而小国不需要设县。至戰國時代，這種行政区划制度逐漸成熟，為各強國採用，逐漸減少分封於貴族的地區。

#### 郡
秦始皇之前的郡与国防军事有关。郡多设在边境，为防止邻国侵袭则需有大将戍边，集财政大权於一身，直接听命于中央，这样灵活而有战斗力。相当于“军事特别区”。如“秦有陇西北地上郡，筑长城以拒胡。”（《史记·匈奴列传》）“魏有河西上郡，以与戎界边。”（《史记·匈奴列传》）“赵武灵王北破林胡楼烦，筑长城自代并阴山下，至高阙为塞而置云中雁门代郡。”（《史记·匈奴列传》）“燕亦筑长城自造阳至襄平，置上谷渔阳右北平辽西辽东郡。”（《史记·匈奴列传》）

#### 早期县和郡的关系
县和郡是两种不同的地方政治单位。周朝時縣大於郡，《逸周書作雒》：「千里百縣，縣有四郡」；《左傳》哀四年：「克敵者，上大夫受縣，下大夫受郡」。但因为郡经常参与战争，郡守比县令有更大的权力，而且新征服的土地设县后往往也要受郡的节制。同时郡守需要有经验有能力的大将担任，普遍比县令能力强。因此郡的地位后来就比县高了。

### 秦帝国以后的郡县制
中国历史地方行政一向推崇汉朝，所谓两汉吏治。
秦始皇統一天下後，曾出現過應否置郡的爭論。當時不少大臣都主张實行分封，授各地貴族予世襲的諸侯名份，惟身為廷尉的李斯卻力排眾議實行郡縣制，並得到秦始皇的採納。在郡縣制底下，共設三十六郡（後增至五十四郡），每郡有守（相当于省长）、尉（相当于防区司令）和监（相当于监察专员）各一。郡下轄縣；郡（守）與縣（令），由皇帝直接任命。
漢代承襲這個制度。西漢建立之初，但也分封了一些諸侯國，郡縣制與分封制并行，所以又稱為郡國制。吴楚七國之亂後諸侯國的權力被極大削弱，郡縣制成為主體。大體漢代有一百多個郡，以一個郡有十多個縣計，縣總數有一千一百到一千四百多個。漢代郡長官為太守，秩二千石。和當時九卿秩中二千石，地位大致平等。漢代郡太守表現的好，可以調到中央朝廷可以做九卿（類似今日各部會的部長），算是升級，但名義上好像差別不大（名義上都是二千石的官）；若九卿再晉升，就是三公，是萬石。九卿，也可以外調出來也做郡太守或國相，這一定程度而言也算是降調，但級別落差不像唐朝的六部尚書被流放到地方上的州刺史，兩者職等差別那麼大。而漢朝時代，儘管中央政府大一統，地方行政區域劃分得小，當時郡太守名位和九卿，比起唐代是較為相近的。所以郡縣制自此成為日後各朝地方政制基礎。唐代柳宗元寫有政論文章《封建論》，認為中國封建制度是百害而無一利，並闡發了郡縣制的優越性。

## 日本的郡县制
郡是日本自646年的大化改新後開始使用的行政區劃，當時日本的行政區劃為國、郡、里三級，國置國司、郡置郡司、里置里長:45、46。但隨著日本中央集權的瓦解，國郡體制後來變成郡鄉體制，幕府時代則是各大名領國之下設置郡奉行和郡代:46。1871年日本廢藩置縣後，為進一步中央集權而於1873年制定「大區小區制」，細節由各府縣視情況自行裁量:46。該制度打破日本傳統的郡－組－町村組織，改由各府縣依照戶口劃分大區與小區，使得日本為數8萬的舊町村被劃分成不到7千個區，但町村依然存在且
須自負經費，無力負擔的町村便遭到合併，而傳統的行政區劃「郡」則被廢止:46。但該制度使得地方財政混亂，為此日本政府承認舊町村領導人物，任命為大區長、小區長，使得在形式與制度上革新，但內容與實際則具妥協性:47。內務卿大久保利通便曾對「大區小區制」提出批評，認為不如恢復傳統的郡町村:47。
1876年由於地租改正而引發了農民暴動（農民一揆），使得自由民權運動隨之高漲，而日本政府面對此一情況，為了同時解決大區小區制否認舊町村又承認其自治性的矛盾，遂思考開設町村會的可能，且在1878年制定三新法（〈郡區町村編制法〉、〈府縣會規則〉、〈地方稅規則〉）:47。由於〈郡區町村編制法〉的制定，傳統的「郡」恢復為行政區劃，並置有郡長:47。之所以恢復設「郡」，除了「尊重舊俗」外，主要是府縣比過去各藩來得大，若直轄町村的話統治力量有所不足，有設「中間機關」之必要，而郡是傳統的「中級行政機關」，遂恢復之，此外並強化郡長職權，監督町村的自治情況以安定支配體制與收奪財政:48。在三新法限制府縣會與町村會的功能、府縣稅的財政統制、府縣、郡行政的強化下，日本逐漸完成了從中央－府縣（府知事、縣令）－郡區（郡長、區長）－町村（戶長）的地方行政體系:48。
後來面對日本民間的地方自治要求，日本政府又調整了地方制度，如於1883年將缺乏「在地性」的郡長薪資從由地方稅支付改成由國庫支付，並將之升為奏任官，加強對町村的監督，同時回絕設置郡會的要求:49。1884年開始進行町村合併，並將「戶長」（町村之長）由民選改成官選，雖為「反自治」的措施，但也同時整理了町村的財政與區域:49。
1888年到1890年間，日本政府公布了市制、町村制、府縣制、郡制:50，宣告日本近代地方自治制（日本型地方自治）的成立，具有官治性、有力者支配之構造等特質:51。而郡制在制定時曾引發元老院與法制局的強烈反對，認為會影響日本的中央集權，且過去的郡並不像町村有自治傳統，最後在山縣有朋的堅持下才得以通過:51。
依照郡制，郡長為郡的執行機關，郡會與郡參事會為議決機關，而郡長在監督町村的同時，郡行政也受到府縣知事與內務大臣的監督:50。而郡長一職在過去重新恢復設郡時，原本是希望讓地方上的「名望家」出任，但最後因地方名望家的拒絕與府知事、縣令不敢任用（地方上的名望家多為豪農，且大多參與民權運動），結果變成大多由非該府縣本籍出身的舊士族（昔日藩閥官僚）擔任郡長:49，之後政府遂在1887年採行「試驗任用制」，放棄要求郡長的在地性，改以測驗方式取得兼具行政知識與實務能力的人才:50。而郡會的議員為名譽職，有四分之三由郡內町村會議員選舉，四分之一由大地主間互選，以讓超越町村規模的大地主較容易參與郡的行政:50。郡參事會則由郡長與名譽職參事會員四名組成，具參與監督町村監督事務的權限:50。兩會在設計上都希望能夠吸引名望家，補足郡長在地性不足的缺陷，強化郡長對地方的支配力:50、51。
1899年郡制與府縣制進行改正，主要是因為身為日本郡制模仿對象的普魯士有大地主支配郡自治的傳統，但日本傳統的地方自治是以町村共同體為中心，所以無法達到結合地方有力者支配的結果，導致郡制成效不彰，連帶影響到府縣制:53。此外由於時代變遷，大地主已經不見得必然是當地的名望家，另外日本的黨爭激化，開始利用大地主來掌握郡會席次，故郡會的選舉制度亦有改革必要:53。此次改革後，府縣與郡被明定為法人，但府縣沒有自治立法權，郡沒有課稅權，而府縣會與郡會實施直接選舉（有財產限制），此外府縣知事與郡長職權擴大，並對底下吏員有專決處分權，同時府縣郡的財政制度亦有所改革:53。而在同一時期，郡底下的町村合併仍在進行，但欠缺自發性基礎，主要是在府縣與郡的指導下強制進行，而造成部落對立，而新町村能力與構造上的不足使得需要郡長的指揮、監督，町村才不至於失去作用:53。
1909年日本展開「地方改良運動」，以強化町村財政與町村在國民統合上之機能為目的，具體政策包括統一部落財產、合併神社、建立行政輔助組織等，1911年改正市制、町村制後，在郡的監督下該運動運用行政輔助組織（農會、產業組合、青年會等），以「部落」或「組」為基礎來強化官僚行政與行政村（合併後的新町村）的自治能力:54。
然而第一次世界大戰所導致的資本主義發達，導致日本物價上漲與工資下滑，中小農民與佃農貧窮化，1917年後日本勞工、農民運動大量發起而衝擊地方名望家支配體制，大正民主運動隨之興起並要求普選:54。而由於這時「郡」已失去作為中間機關的機能，無法有效調停佃農與地主間的紛爭，且郡費由町村分擔的制度導致町村負擔沉重，除了影響町村發展也影響郡自治事業，導制郡制在1923年遭到廢除，但郡役所與郡長仍以行政機關的身分保留到1926年才裁廢:55。而對於郡的廢除，貴族院曾表示反對，認為可能會妨礙上下情意交流、讓町村失去郡役所的指導等等:56。而在廢郡之後，府縣增設調停官來調停佃農與地主間的紛爭，此外也以提供補助金的方式解決町村財政困難，同時達到支配町村財政的效果:55，另外對於廢掉郡役所而造成町村民不便的地區，則以設置支廳或出張所的方式來指導町村:56。支廳長受到知事的指揮監督，並有權限在認為町村長的處分危害公益或侵犯權限時，將該處分予以取消:56。而1929年日本政府再次修法，擴大民眾的政治參與以達到中央到地方的國民統合，使人民配合帝國之政策與動員，但同時也強化知事對市町村、市町村會、市參事會的權限，而由於擴大府縣知事對町村長的指揮監督，被視為是廢止郡役所的回應:56。
而郡制廢止後，目前郡只作為「地理名詞」:56，但在1936年時31府縣知事認為有設置中間機關之必要性而向內務省提出〈中間機關設置意見書〉，內務省則在1940年公布〈府縣現地實行機關設置綱要（府縣の現地實行機關設置要綱）〉，而該實行機關原則上以郡的區域為準進行配置，為府縣的派出機關，使得某方面來說「郡」隨時能視時局發展而恢復設置:57。而由於小型市町村逐漸無力承擔不斷增加的國政委任事務，各府縣在1942年成立「地方事務所」，輔助行政事務並監督町村，為中間機關的復設:57。